# Puente de Atarazanas

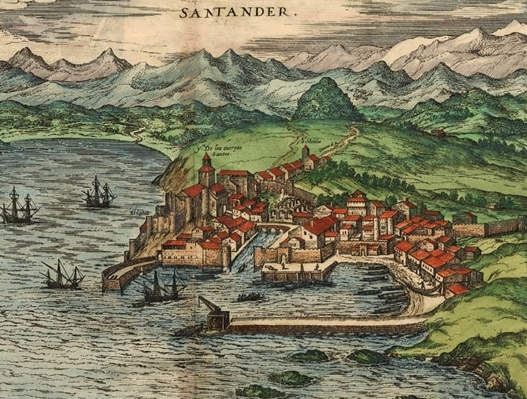
Santander hacia 1575 por Joris Hoefnagel. En el centro de la villa, sobre la ría de Becedo, se aprecia el puente construido en piedra.

El puente de Atarazanas, también conocido como puente de Vargas a partir del siglo XIX, fue un puente existente en la ciudad de Santander (Cantabria, España) desde la Edad Media hasta la primera mitad del siglo XX, si bien se reconstruyó varias veces.

## Historia de los distintos puentes

### Antecedentes y orígenes
El 11 de julio de 1187, Alfonso VIII de Castilla concedió el fuero a Santander. Esto provocó la llegada masiva de gente a la por entonces villa procedente de lugares cercanos para gozar de los privilegios que la carta puebla otorgaba. La antigua Puebla Vieja o Puebla Alta (zona de la catedral) no podía alojar a más gente, por lo que paulatinamente se fueron urbanizando los terrenos emplazados al norte de la ría de Becedo. Esto provocó la creación de una nueva zona en la villa: la Puebla Nueva o Baja. La necesidad de comunicación entre ambas pueblas llevó a la construcción de un puente, posiblemente de madera, que sería edificado a finales del siglo XII o principios del XIII.

### Evolución durante la Edad Media y Moderna
El primitivo puente debió de ser remplazado por otro (posiblemente de pilares pétreos con un tablero de madera) a mediados o en la segunda mitad del siglo XIV, debido a la construcción de unas atarazanas de galeras un poco más adentro, ya que debía permitir el paso a las embarcaciones que entraran y/o salieran de las instalaciones. Asimismo, tendría que ser más ancho para que pudieran transitar por él carros de mercancías tirados por burros, así como una mayor cantidad de personas.
En 1466, sobre el puente tuvieron lugar enfrentamientos con motivo de la entrega de la villa de Santander a Diego Hurtado de Mendoza, segundo marqués de Santillana, por parte de Enrique IV de Castilla. Los nobles, encabezados por el marqués, se enfrentaron a los habitantes de la Puebla Nueva, finalizando el conflicto con la victoria de estos últimos. El rey reconoció su error y concedió a la villa el título de muy noble y leal, por Privilegio del 8 de mayo de 1467.
Hacia 1575, Joris Hoefnagel realizó un grabado en el que aparece el puente construido totalmente en piedra. No hay constancia de obras en el mismo para sustituir el tablero, aunque es probable que parte de su estructura fuera modificada. En ese momento tenía cinco arcos u ojos: tres sobre la ría y dos en tierra firme. El arco central, por el que debían pasar las embarcaciones, tenía unas dimensiones aproximadas de cuatro metros de alto y siete de ancho. La longitud total del puente era de 18-20 metros, y la anchura rondaba los cuatro.

### Siglos XIX, XX y el final del puente
En los primeros lustros del siglo XIX, ya rellenada la ría, se conservaba sin demasiados cambios (aunque habían desaparecido todos sus arcos a excepción del central), conectando la calle del Puente, que llegaba hasta la torre de la catedral, con la Plaza Vieja. En 1831 se quiso derribar el antiquísimo puente, que se encontraba en estado ruinoso, y levantar uno nuevo. En julio del año siguiente, ya demolido el anterior, comenzó la construcción de un puente de madera, pues el Ayuntamiento no deseaba gastar demasiado dinero en el erguimiento de uno innecesariamente robusto. Las obras tuvieron un coste de 28 086 reales. Cuando las tareas estaban ya avanzadas, se comprobó que las calles que el futuro puente debía comunicar estaban a diferentes alturas. Las obras quedaron paralizadas. Unos años después, se planeó construir un puente más estético y acorde con el lugar. Los trabajos, que costaron 110 000 reales, comenzaron en abril de 1840. La inauguración del nuevo paso, diseñado por Antonio Zabaleta, tuvo lugar el 13 de marzo de 1841. Se le dio el nombre de puente de Vargas para conmemorar la batalla que tuvo lugar en la localidad homónima, perteneciente al municipio de Puente Viesgo, el 3 de noviembre de 1833, en el transcurso de la Primera Guerra Carlista.
Los nuevos tranvías eléctricos no podían pasar por debajo del puente de Vargas al no tener la suficiente altura, por lo que se construyó uno nuevo, proyectado por el ingeniero Alberto de Corral y realizado en hormigón y metal. Sería inaugurado el 1 de julio de 1909. Se derribaron también unos edificios de la calle de La Ribera para ensanchar el vial. Este último puente fue derruido por orden del alcalde Ernesto del Castillo Bordenabe para dejar expedita la futura avenida de Rusia. Las tareas de demolición comenzaron en los últimos días de diciembre de 1936 y terminaron en enero de 1937. En las bocas de la calle del Puente y de la Plaza Vieja fueron colocadas sendas escalinatas para conectar las dos vías con La Ribera. Tras el incendio de 1941, que destruyó todo el casco histórico, no se volvió a proyectar ningún puente en el mismo lugar, en la actual calle Calvo Sotelo. No obstante, la pequeña vía que conecta esta última con Juan de Herrera (a la altura de la iglesia de la Anunciación), sigue llevando el nombre de calle del Puente, aunque su trazado no coincide con el de la original.
Los únicos vestigios físicos que se conservan actualmente del último puente de Atarazanas son dos farolas ornamentales que originalmente estaban situadas en sus esquinas. Hoy en día, se encuentran en la plaza de Cañadío.